# Palau de Cerdanya
Palau de Cerdanya (en francès Palau-de-Cerdagne) és una comuna de la Catalunya del Nord, a la comarca de l'Alta Cerdanya. Administrativament, pertany a l'Estat francès.

## Etimologia
Joan Coromines explica en el seu Onomasticon Cataloniae que el topònim, en la seva primera part, procedeix el llatí palatium. Pel que fa a la segona, Cerdanya, el mateix Joan Coromines explica en el seu Onomasticon Cataloniae que el topònim Cerdanya té el seu origen en el nom arcaic de Llívia, Cere, de la qual també deriven els topònims de Cereja i Gorguja, poblacions del terme de Llúvia. La inscripció Cere consta en monedes ibèriques.

## Geografia

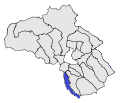
Palau de Cerdanya a l'Alta Cerdanya

### Localització i característiques generals
El terme comunal de Palau de Cerdanya, de 115.000 hectàrees d'extensió, és situat en plena plana cerdana en el seu terç septentrional (els altres dos terços són contraforts de la serralada dels Pirineus), al sud-oest de la comarca de l'Alta Cerdanya. És un terme quasi del tot envoltat per altres comunes cerdanes, al nord i est, de l'Alta Cerdanya, i al sud i oest, de la Baixa Cerdanya. A l'extrem sud-est toca també el terme de Toses, del Ripollès.
És un terme allargassat i estret de nord-oest a sud-est, de forma irregular, que té una forma còncava en direcció nord-est. Correspon a la vall del Riu de n'Aragó, afluent de la Vanera, o Llavanera, per l'esquerra. A l'extrem nord-oest del terme, tot el marge dret del Riu de Vilallobent, també afluent de la Vanera, pertany igualment a aquesta comuna.
Més de quatre cinquenes parts de la comuna són muntanyoses, que formen part dels vessants nord-occidentals del Cim de Coma Morera; només una petita part de la comuna està situada a la plana cerdana. Precisament el poble de Palau de Cerdanya està situat a la vora meridional de la plana, en el lloc on comencen els contraforts del cim esmentat. Aquesta zona muntanyosa és tota ella boscada; s'hi estén el Bosc Comunal de Palau de Cerdanya.
El punt més elevat de la comuna de Palau de Cerdanya es troba a l'extrem sud-oriental del terme, al Cim de Coma Morera, ja esmentat, que és a 2.207,7 m alt. Des d'aquest cim, el termenal de Palau de Cerdanya, que és amb el terme municipal de Toses, del Ripollès és exactament la carena axial dels Pirineus, passant pel Coll de Sant Salvador, a m alt, just al sud-oest del qual comença el termenal amb Alp, de la Baixa Cerdanya. Tot seguit, el termenal arriba al nord del Coll de Meians, o de la Creu de Meians, a 1.994 (El coll és del tot dins del terme de Toses). Cal destacar que tots els límits meridionals i occidentals del terme de Palau de Cerdanya són alhora el límit entre els estats espanyol i francès.
Al nord-oest del Coll de Meians, el termenal abandona la carena axial dels Pirineus, i gira en un angle molt tancat cap al nord-oest, seguint el Camí Ral de Puigcerdà a Barcelona, que discorre pel vessant sud-occidental del contrafort nord-oest del Cim de Coma Morera, fins a Coll Mercer, a l'extrem occidental del Ras de la Basseta. Tot seguit, davalla cap al Rec del Clot, que troba a 1.893,3 m alt, fins a la Muntanya de Saltèguet, on es troba el triterme de Palau de Cerdanya amb Alp i Puigcerdà (antic terme de Vilallobent). Tot seguit, el termenal oest de Palau de Cerdanya s'adreça a Comes Fosques, a 1.825 m alt, i va a cercar el Torrent del Mal Pas que, aigua avall, es converteix en el Riu de Vilallobent. Aquest riu ja és termenal fins al punt on s'aboca en la Venera, al sud-oest del poble de Palau de Cerdanya, a m alt.
Pel costat est, des del Cim de Coma Morera davalla per un contrafort nord-oest d'aquest cim, cap al Coll de la Bassa, a 2.109,5 m alt. Aleshores, sempre en direcció nord-oest, el termenal segueix una carena secundària fins als 2.035 m alt, lloc on comença a seguir el curs del Torrent de Palau, que més endavant és anomenat Rec de Tartàs i, encara posteriorment, Riu de Tartàs, curs d'aigua que segueix un tram llarg, fins als 1.666,5 m alt. En aquest lloc el termenal gira cap al nord-nord-oest en línia quasi recta fins al Torrent de la Font d'en Fabra, que travessa a 1.552,4 m alt, on gira cap al nord fins al Rec de la Placeta, que troba a 1.505,4 m alt, on torna a girar cap al nord-nord-oest. Segueix una línia arbitrària en aquella direcció, fins que arriba a Llongaderes, just a migdia de la població d'Oceja, a 1.218,8 m alt, on el termenal arriba a la plana cerdana.
Ja a la plana cerdana, els límits de Palau de Cerdanya no segueix en general accidents geogràfics. El sector nord del termenal de Palau de Cerdanya, situat tot ell en la plana cerdana, segueix un breu tram la Vanera cap a l'oest, després trenca cap al nord sense seguir cap accident geogràfic, i va seguint una línia arbitrària discontínua, seguint velles propietats senyorials i agràries. Passa ran del Liceu de la Plana Cerdana, i arriba al triterme entre Oceja, Palau de Cerdanya i la Guingueta d'Ix, a 1.188,5 m alt, a la carretera D - 10, prop del punt més baix de la comuna. Des d'aquest punt, en poc més de 300 metres arriba a un nou trifini, ara de Palau de Cerdanya i la Guingueta d'Ix amb el municipi de Puigcerdà. Aleshores, ara cap a migdia, el termenal, que és alhora frontera estatal, passa també entre prats i propietats agrícoles, fins que arriba al curs de la Venera.
Termes municipals limítrofs:
|                            | La Guingueta d'Ix    |                  |
| Puigcerdà (Baixa Cerdanya) |                      | Oceja            |
|                            | Alp (Baixa Cerdanya) | Toses (Ripollès) |

.

### El poble de Palau de Cerdanya

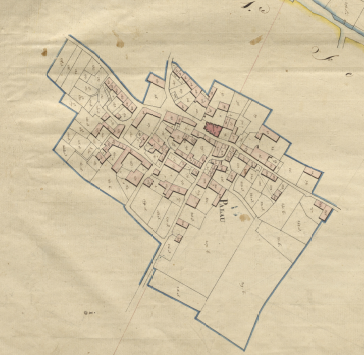
Palau de Cerdanya en el Cadastre Napoleònic del 1812 (Arxius Departamentals dels Pirineus Orientals)

Palau de Cerdanya es troba a l'extrem nord-est del seu terme, a la plana de la Cerdanya, de manera que és molt a prop del poble d'Oceja, que també és a l'extrem del seu terme. Els dos pobles ja gairebé formen un contínuum urbà. El poble de Palau de Cerdanya és un nucli agrupat al llarg d'una petita carena, sense arribar a formar un clos urbà, al voltant de l'església parroquial de Santa Maria de Palau de Cerdanya.

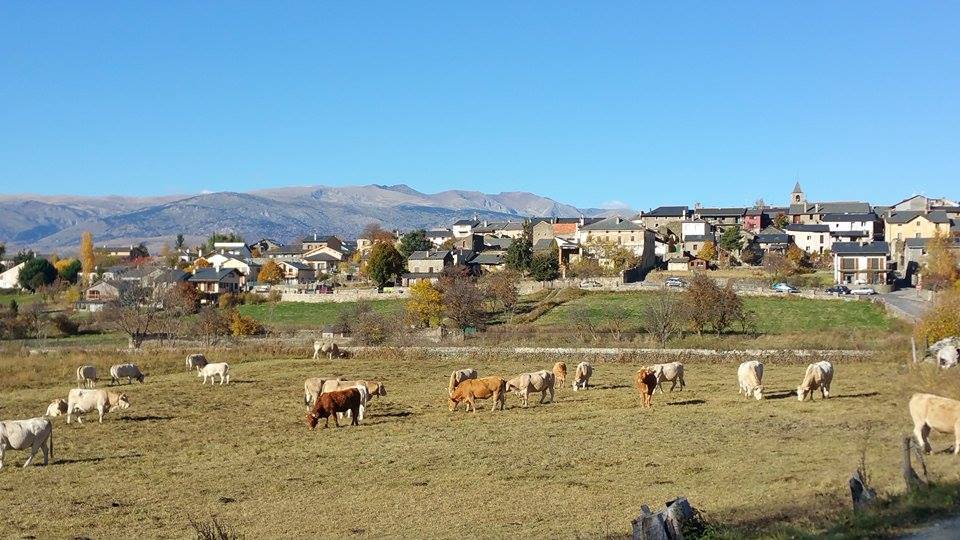
Vita general del poble

El poble actual és força més extens, sobretot per la construcció de nombroses cases de nova planta a l'entorn de les vies de comunicació d'accés al poble, tant cap a l'est (on es troba Oceja), com cap al nord (on hi ha els pobles d'Ix i la Guingueta d'Ix), i també cap al sud, en direcció al cementiri nou de Palau de Cerdanya.

## Transports i comunicacions

### Carreteres
Palau de Cerdanya a penes té carreteres, malgrat la seva proximitat amb la Guingueta d'Ix i amb Oceja. Només n'hi ha dues, totes dues de poc recorregut en el terme de Palau de Cerdanya, situades a l'extrem nord-est del terme.
La D - 30b (D - 30, a Oceja - Palau de Cerdanya), que des de la carretera D - 30 al nord del poble d'Oceja mena a Palau de Cerdanya en uns 900 metres.
La D - 70b (D - 70, a Oceja - Palau de Cerdanya), que en 650 metres mena al poble des de la carretera de la Guingueta d'Ix a Oceja.

### Ferrocarril
La comuna no té estació pròpia, de la línia del Tren Groc, ni la via fèrria passa per la comuna, però l'Estació d'Oceja és molt propera.

### Transport públic col·lectiu
Palau de Cerdanya només hi ha servei d'autobús del TAD (Transport a la demanda), però la proximitat de la Guingueta d'Ix i d'Oceja fa que la línia 260 indirectament presti servei als habitants del poble.
La línia 260 uneix Perpinyà amb la Cerdanya passant per Prada, fins on és directa des de la capital del Rosselló, Rià, Vilafranca de Conflent, Serdinyà, Oleta, Toès, Fontpedrosa, Fetges, Montlluís, Bolquera, Font-romeu, Èguet, Targasona, Angostrina, Vilanova de les Escaldes, Ur, Enveig, la Tor de Querol, la Cabanassa, Sallagosa, Er, Naüja, Oceja, la Guingueta d'Ix, Ur (fent un bucle a l'Alta Cerdanya), Enveig, la Tor de Querol, Porta i Portè. Aquesta línia circula de dilluns a dissabte amb quatre serveis diaris en direcció a la Cerdanya i cinc en direcció a Perpinyà, més un servei diari extra divendres i dissabte i tres serveis en cada direcció el diumenge.

## Activitats econòmiques
Les activitats tradicionals de Palau de Cerdanya, que en bona part continuen essent les més importants avui dia, eren les relacionades amb els recursos naturals que posseeix: l'explotació del bosc i el derivat dels prats i pastures (més del 75% de les terres de conreu): la ramaderia, principalment bovina, amb quasi 300 caps de bestiar. Hi ha també una mica de conreu de cereals (una cinquantena d'hectàrees) i tot just unes 2 hectàrees per al conreu d'hortalisses.
Tot i no haver-hi a Palau de Cerdanya pràcticament cap indústria, una part important de la població activa treballa a Oceja, on sí que n'hi ha.

## Història

### Edat mitjana
L'esment més antic es remunta a l'any 982, en què consta la Villa Palatium: una persona anomenada Sendred donà a Sant Miquel de Cuixà un alou in Ceretania, in villa quae vocatur Palatio. El 1011, el papa Sergi IV confirmava en una butlla aquesta possessió. D'altres documents posteriors tornen a esmentar Palau de Cerdanya. L'any 1260 consta Pere de Palau, vassall de Galceran de Pinós, com a batlle del lloc.
Ja finals de l'edat mitjana, durant l'ocupació francesa del 1462 al 1493, el puigcerdanenc Anton Mercader fou un agent actiu de Lluís XI, i aquest rei el va nomenar veguer i capità de Cerdanya. Anton Mercader es feu amb les senyories confiscades pel rei de Bolquera, Er i Palau, que abans pertanyien a la vescomtessa de Castellbò j reina de Navarra. Aquest personatge devia tenir l'habilitat de canviar oportunament de bàndol, ja que conservà aquestes possessions en cessar el domini francès, el 1493. El 1499, el comerciant de Puigcerdà Joan Porcell, nebot d'en Mercader, que canvià el seu cognom pel de Mercader, cedí tots els seus béns a la comunitat de preveres de Santa Maria de Puigcerdà.

### Edat Moderna
Fruit de la cessió anterior, la comunitat de preveres de Puigcerdà tingué el domini de Palau de Cerdanya fins a la Revolució Francesa.

## Demografia

### Demografia antiga
La població està expressada en nombre de focs (f) o d'habitants (h)
| 15 f | 10 f | 5 f | 8 f | 13 f | 28 f | 269 h | 50 f | 254 h | 56 f |

(Fonts: Pélissier, 1986.)

### Demografia contemporània
| Evolució de la població |      |      |      |      |      |      |      |      |
| 1793                    | 1800 | 1806 | 1821 | 1831 | 1836 | 1841 | 1846 | 1851 |
| 234                     | 180  | 260  | 243  | 295  | 269  | 265  | 255  | 261  |

| 1856 | 1861 | 1866 | 1872 | 1876 | 1881 | 1886 | 1891 | 1896 |
| ---- | ---- | ---- | ---- | ---- | ---- | ---- | ---- | ---- |
| 287  | 284  | 310  | 295  | 256  | 236  | 256  | 224  | 212  |

| 1901 | 1906 | 1911 | 1921 | 1926 | 1931 | 1936 | 1946 | 1954 |
| ---- | ---- | ---- | ---- | ---- | ---- | ---- | ---- | ---- |
| 232  | 212  | 234  | 166  | 193  | 179  | 151  | 205  | 165  |

| 1962 | 1968 | 1975 | 1982 | 1990 | 1999 | 2004 | 2009 | 2014 |
| ---- | ---- | ---- | ---- | ---- | ---- | ---- | ---- | ---- |
| 149  | 177  | 237  | 285  | 275  | 424  | 496  | 433  | 411  |

| 2016 |
| ---- |
| 403  |

Fonts: Ldh/EHESS/Cassini fins al 1999, després INSEE a partir deL 2004

### Evolució de la població

Població 1962-2008

## Administració i política

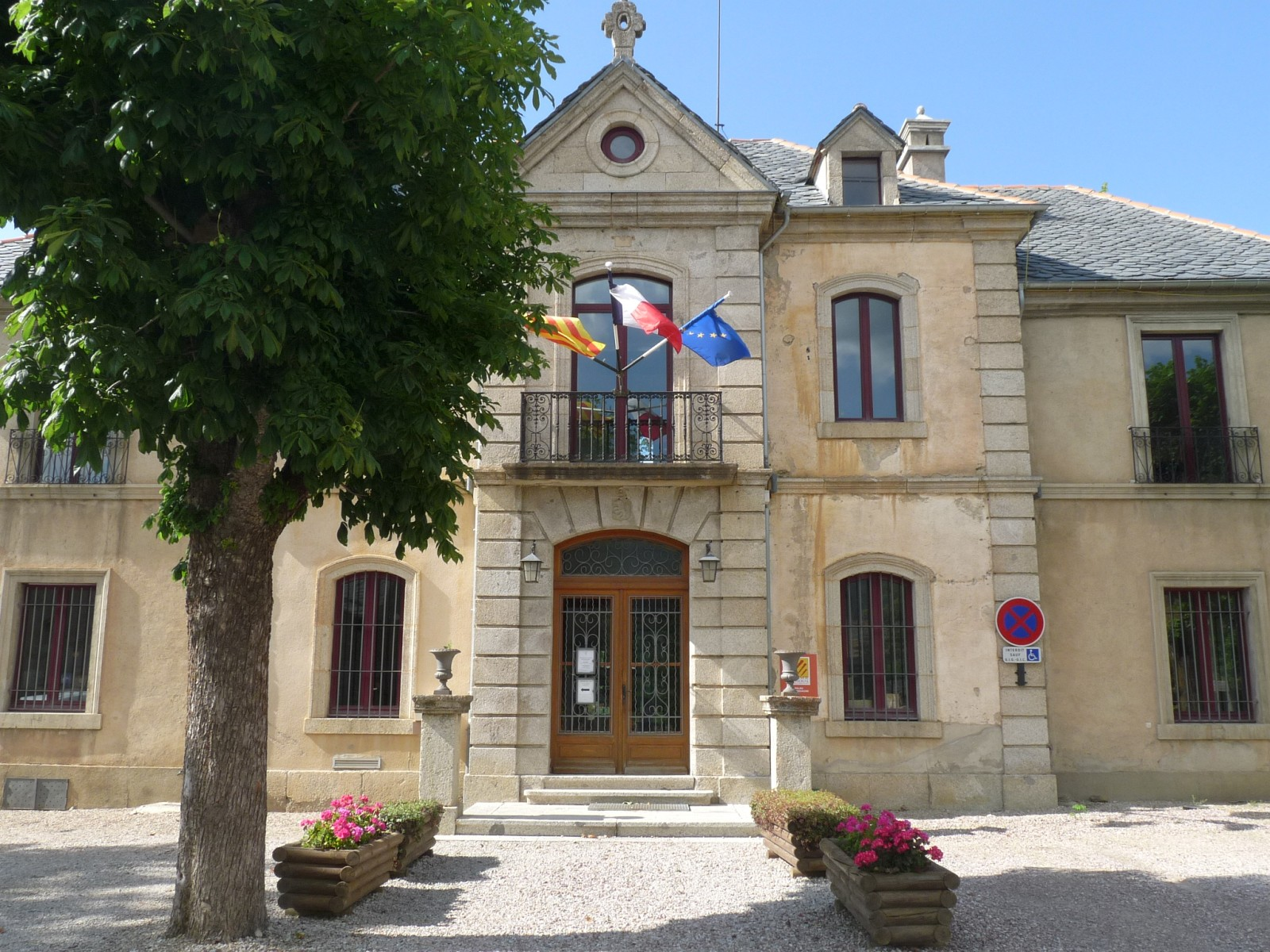
La Casa del Comú de Palau de Cerdanya

### Alcaldes
| Alcalde             | Període                                       |
| ------------------- | --------------------------------------------- |
| Pierre Forn         | 1947 - 1983                                   |
| Jean-Paul Allard    | 1983 - 1989                                   |
| Isidore Peipoch     | 1989 - 2008                                   |
| Jean-Pierre Maurell | Març del 2008 - Març del 2014                 |
| Isidore Peipoch     | Març del 2014 - Setembre del 2015             |
| Michel Bauloz       | 4 de setembre del 2015 - 7 de febrer del 2019 |
| Isidore Peipoch     | Febrer del 2019 - 14 d'abril del 2019         |
| Stéphane Surroque   | 14 d'abril del 2019 - Moment actual           |

### Legislatura 2014 - 2020

#### Batlle
- Stéphane Surroque.

#### Adjunts al batlle[12]
- 1a: Jean-Luc Villeret
- 2n: François Rodriguez
- 3a: Nadia Garric.

#### Consellers municipals
- Kevin Arteaga
- Claudine Bauloz
- José-Louis Cabezudo
- Monique Dupouy-Greiner
- Marie-Rose Forga
- Isidore Peipoch
- Eladio Roma.

### Adscripció cantonal
Des de les eleccions cantonals del 2015, Palau de Cerdanya forma part del Cantó dels Pirineus Catalans.

### Serveis comunals mancomunats
Palau de Cerdanya pertany a la Comunitat de comunes Pirineus Cerdanya, amb capitalitat a Sallagosa, juntament amb Angostrina i Vilanova de les Escaldes, Dorres, Enveig, Èguet, Er, Estavar, la Guingueta d'Ix, Llo, Naüja, Oceja, Porta, Portè, Sallagosa, Santa Llocaia, Targasona, La Tor de Querol, Ur i Vallcebollera.

## Ensenyament i Cultura
A Palau de Cerdanya hi ha una escola pública que cobreix els nivells de maternal i primària. És l'escola Joan Cayrol. A més, la proximitat amb Oceja fa que les escoles d'aquella comuna també poden ser utilitzades pels infants de Palau de Cerdanya. A nivell d'ensenyaments secundaris, a Oceja hi ha el Liceu professional públic La Perla Cerdana, i els estudiants de Palau de Cerdanya poden assistir també al col·legi públic Cerdanya, de la Guingueta d'Ix i al privat El Bosc, d'Odelló. Pel que fa al batxillerat, hi existeixen el ja esmentat La Perla Cerdana, el Liceu Professional Agrícola del Mas Blanc, de la Guingueta d'Ix, i el Liceu Climàtic i Esportiu Pierre de Coubertin, de Font-romeu.

## Llocs d'interès
- Santa Maria de Palau de Cerdanya

## Persones il·lustres
Palau de Cerdanya ha estat bressol, per naixença o acolliment, d'importants historiadors cerdans i nord-catalans:
- Albert Salsas (1864-1940), funcionari i historiador
- Maties Delcor (1919-1992), sacerdot, historiador i arabista
- Jean-Louis Blanchon, mestre i historiador de la Cerdanya.

## Fires i festes
- Xicolatada, festa popular del 16 d'agost.